# Banco Geral do Comércio
O Banco Geral do Comércio foi uma instituição financeira que fazia parte do Grupo Camargo Corrêa (atual Mover Participações). Foi adquirido e incorporado pelo Banco Santander nos anos noventa.